# Albert Zürner
Pour les articles homonymes, voir Zürner.
Albert Zürner (né le 30 janvier 1890 à Hambourg et mort le 13 juillet 1920 à Hambourg) est un plongeur allemand, champion olympique de plongeon. Il est introduit à l'International Swimming Hall of Fame en 1988. Il meurt à 30 ans dans un accident de plongeon.

## Palmarès
| Édition        | Épreuve      | Épreuve       | Épreuve              |
| Édition        | Tremplin 3 m | Haut vol 10 m | Plongeon haut simple |
| Athènes 1906   | -            | 4e            | -                    |
| Londres 1908   | Or           | -             | -                    |
| Stockholm 1912 | 4e           | Argent        | 1er tour             |